# Hirasa contubernalis
Hirasa contubernalis là một loài bướm đêm trong họ Geometridae.